# Вігри (Сувалки)
Сувальський спортивний клуб «Вігри» Сувалки (пол. Suwalski Klub Sportowy Wigry Suwałki) — польський футбольний клуб із Сувалків, заснований у 1947 році. Домашні матчі приймає на Міському стадіоні, місткістю 3 060 глядачів.

## Історія
- 1947 — створено ВКС «Сувалки»;
- 1949 — клуб перейменовано на ССК «Вігри»;
- 1955 — дебют у Третій лізі;
- 1964 — створено чоловічу секцію з волейболу;
- 1965 — створено секцію з настільного тенісу;
- 1970 — дебют у Кубку Польщі з футболу;
- 1971 — пониження до Четвертої ліги;
- 1974 — створено чергові секції клубу: боксерська, жіноча волейбольна, чоловіча гандбольна;
- 1976 — підвищення до Третьої ліги; програш плей-офф виходу до Другої ліги;
- 1979 — матч Кубка Польщі проти варшавської «Легії», програний у доданий час; 7 тисяч глядачів;
- 1996 — виліт до Четвертої ліги;
- 1997 — вихід до Третьої ліги;
- 2003 — виліт до Четвертої ліги;
- 2005 — вихід до Третьої ліги;
- 2008 — дебют в реорганізованій Другій лізі;
- 2014 — дебют у Першій лізі;
- 2020 — виліт у Другу лігу.